# Walker's Cay
Walker's Cay est une île située à la pointe des Îles Abacos dans les Bahamas, populaire pour la pêche sportive et la plongée sous-marine. 
C'est l'île la plus septentrionale des Bahamas. 
La baie marine de l'île a été déclaré parc naturel national en 2002. 